# 검은수리
검은수리(Black eagle)는 맹금류의 일종이다. 다른 독수리들과 마찬가지로 수리과에 속하며, 검은수리속의 유일한 일원이다. 그들은 중국 남동부뿐만 아니라 열대 및 아열대 남부와 동남아시아의 구릉 지대의 숲 위에서 날아오른다. 그들은 특히 둥지에서 포유류와 새를 사냥한다. 넓고 긴 원초적인 "손가락", 특징적인 실루엣, 느린 비행, 어두운 깃털과 대조되는 노란색 납막과 다리로 쉽게 식별할 수 있다.

## 묘사

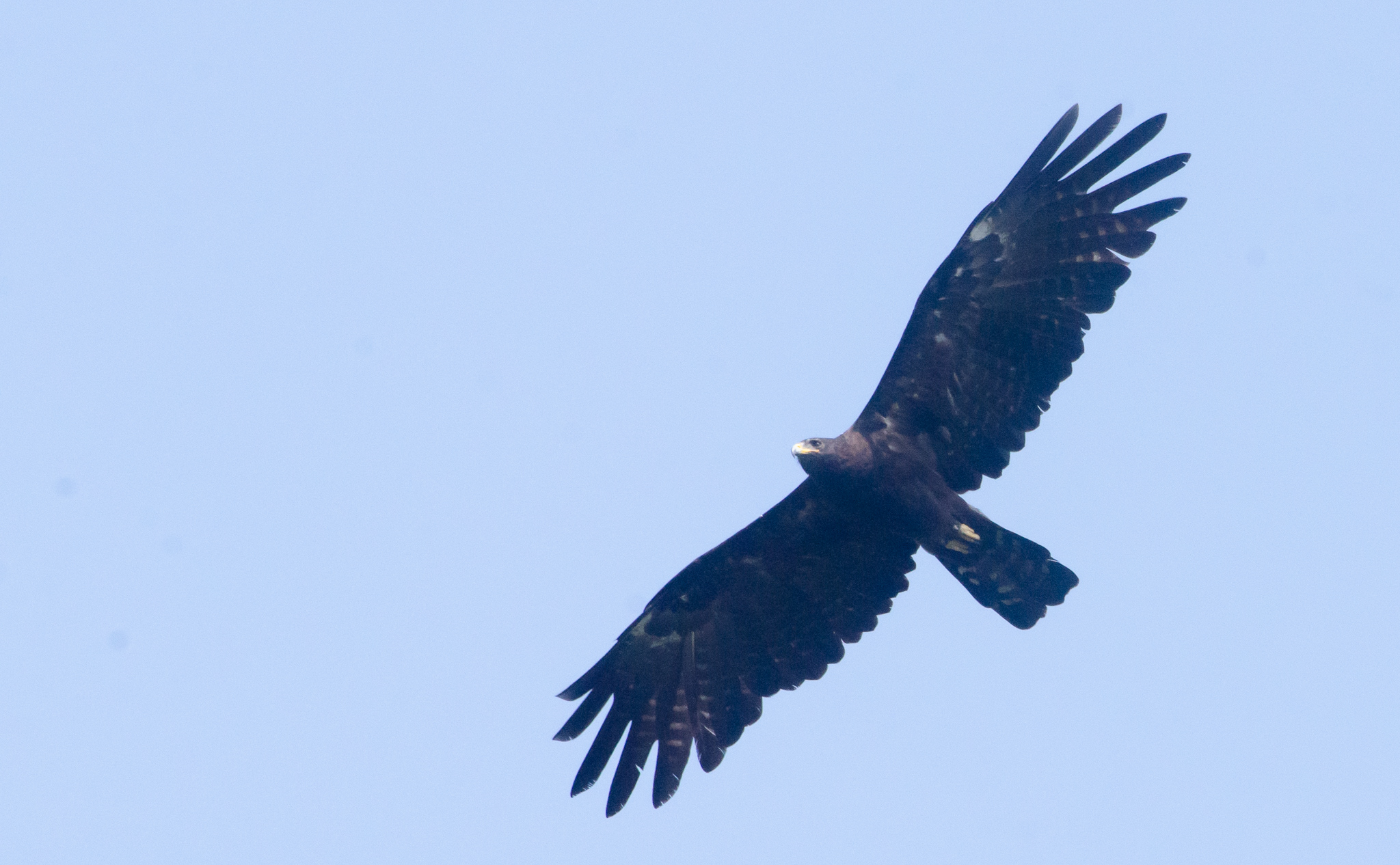
날개 밑부분이 좁아지는 비행 실루엣

검은수리는 몸길이가 약 75cm, 날개폭이 148~182cm에 달하는 크고 날씬한 독수리이다. 겉모습은 크지만(이는 분포 지역에서 가장 큰 독수리 중 하나), 알려진 몸무게는 1,000g에서 1,600g 사이로 부분적으로 대칭적인 뿔매의 절반 정도이며, 후자는 전체 길이가 비슷하다. 성체는 올블랙 깃털을 갖고 있으며, 부리 밑부분과 발은 노란색이다. 날개는 길고 안쪽 예비선거에서 끼워져 독특한 모양을 만든다. 꼬리는 희미한 담금질을 보이며, 윗꼬리는 연한 색을 띤다. 날개 끝이 꼬리 끝까지 닿거나 꼬리 끝을 초과한다. 날개는 비행 중에 얕은 V(수평면 바로 위의 날개)에 고정된다. 더운 오후에 나무 꼭대기를 샅샅이 뒤지며 둥지를 틀고 사는 이 새는 검은 색의 제트기와 큰 몸집, 그리고 때때로 캐노피 바로 위에 있는 특징적인 느린 비행으로 쉽게 발견된다.
암수는 비슷하지만, 어린 새들은 머리와 하체, 날개 밑의 털을 가지고 있다. 날개 모양은 이 종을 관머리뿔매의 어두운 형태와 구별하는 데 도움이 된다. 타시는 깃털이 완전히 나 있고 발가락은 비교적 길고 짧으며, 다른 맹금류에 비해 덜 구부러진 긴 발톱(특히 안쪽 발가락)이 있다.

## 행동 및 생태학

### 번식
구애 장식에는 접힌 날개가 있는 가파른 다이빙과 U자 모양의 스윕이 수직 스톨로 들어가는 것이 포함된다. 그들은 가파른 계곡이 내려다보이는 높은 나무 위에 폭 3~4피트의 플랫폼 둥지를 만든다. 갈색과 연보라색으로 얼룩진 한 두 개의 흰 알은 1월과 4월 사이의 둥지를 틀 때 낳을 수 있다. 둥지는 매년 재사용될 수 있다.

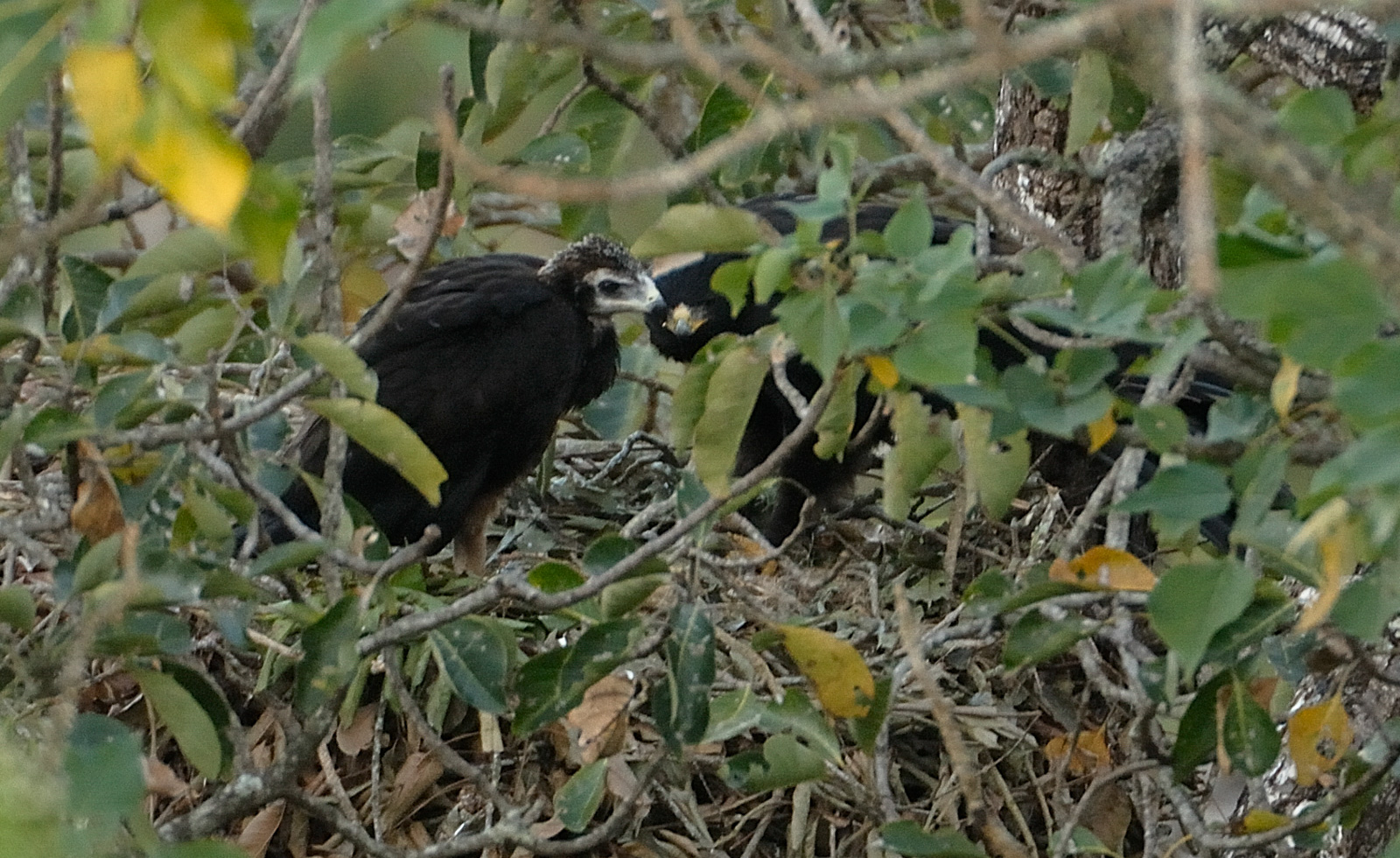
검은수리 둥지
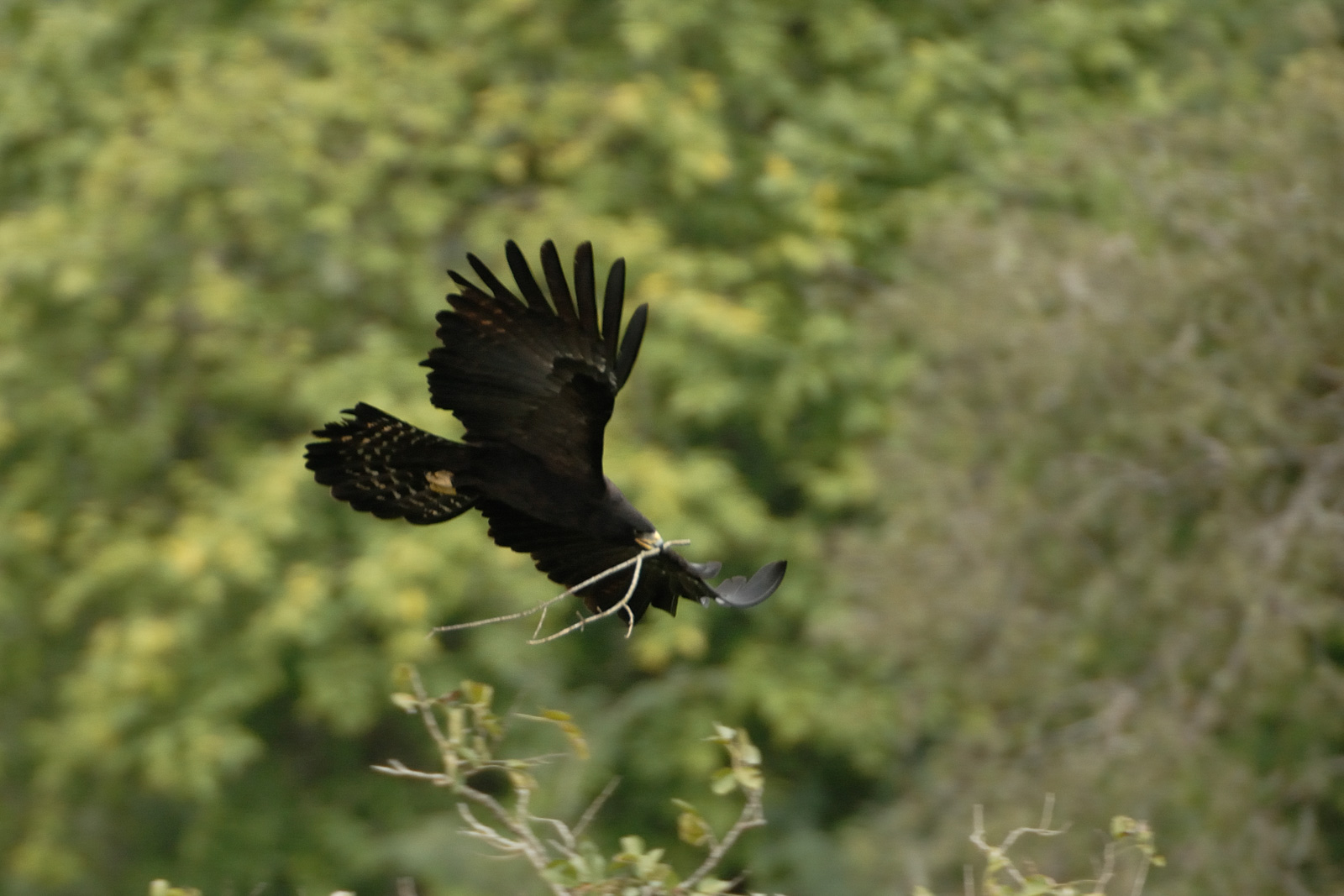
둥지를 틀 재료를 가져오는 검은수리
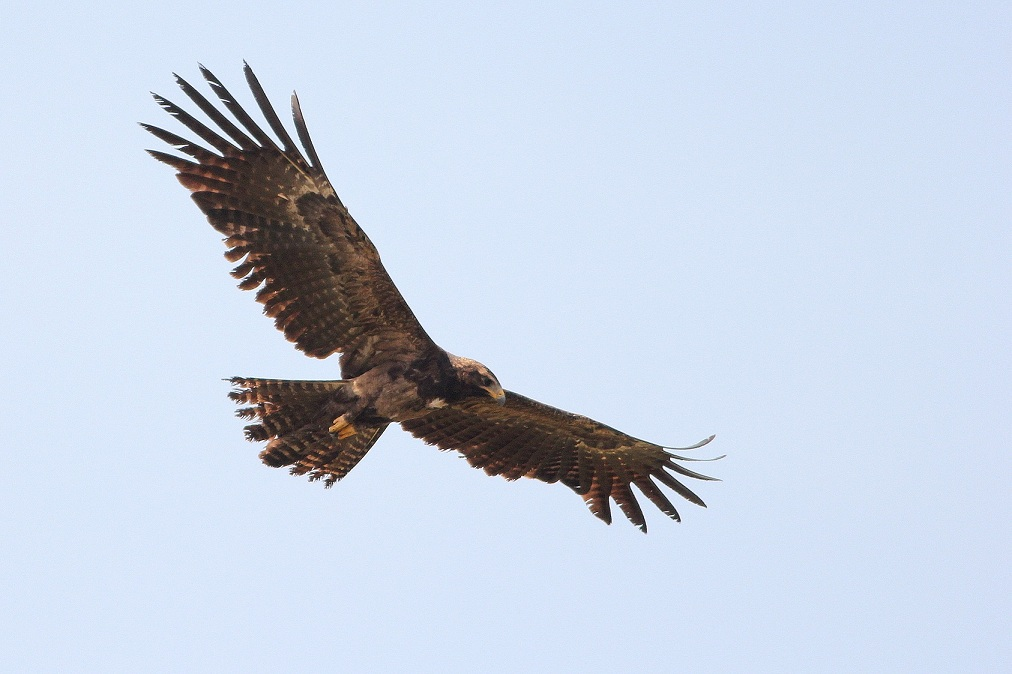
첫째는 길고 느린 비행에서 잘 진행된다.

### 먹이
검은수리는 포유류(박쥐, 다람쥐, 기타 작은 포유류 포함), 새, 알을 먹는다. 둥지를 많이 잡아먹는 포식자이며, 덮개 바로 위를 천천히 비행하는 것으로 알려져 있다. 구부러진 발톱과 넓은 틈으로 둥지에서 새알을 줍거나 동굴에서 새알을 줍기도 한다. 아메리카제비꼬리솔개와 함께 둥지 전체를 먹이가 되는 횃대로 옮기는 독특한 습성을 공유한다. 다람쥐, 마카크 그리고 많은 종류의 새들이 숲 위를 날아다니는 것이 발견되면 경고음을 낸다. 인도큰다람쥐는 이 종의 먹이로 알려져 있으며, 어린 보닛마카크도 이 종의 먹이가 될 수 있다.

### 위협 및 생존
위협을 받지는 않지만 넓은 지역에서 흔하게 발견된다. 대규모 벌채로 인한 숲 지역의 축소는 초기 분포 지역을 감소시켰다.

### 역사적 출판물
- Illustration and description (in French) by Temminck (Pl. Col. vol. 1, plate 117, pages 104–105.)
- 1836 original description of Nepalese race as Aquila Pernigra by B. H. Hodgson (now a subspecies I. m. perniger).
- 1843 proposal of new genus Heteropus by Hodgson, separated from Aquila based on the unusual form of the black eagle's foot. With a footnote by Blyth noting that Jerdon had sent specimens to the museum labeled Ictinaëtus ovivorus. Text and illustration.